# Capital natural

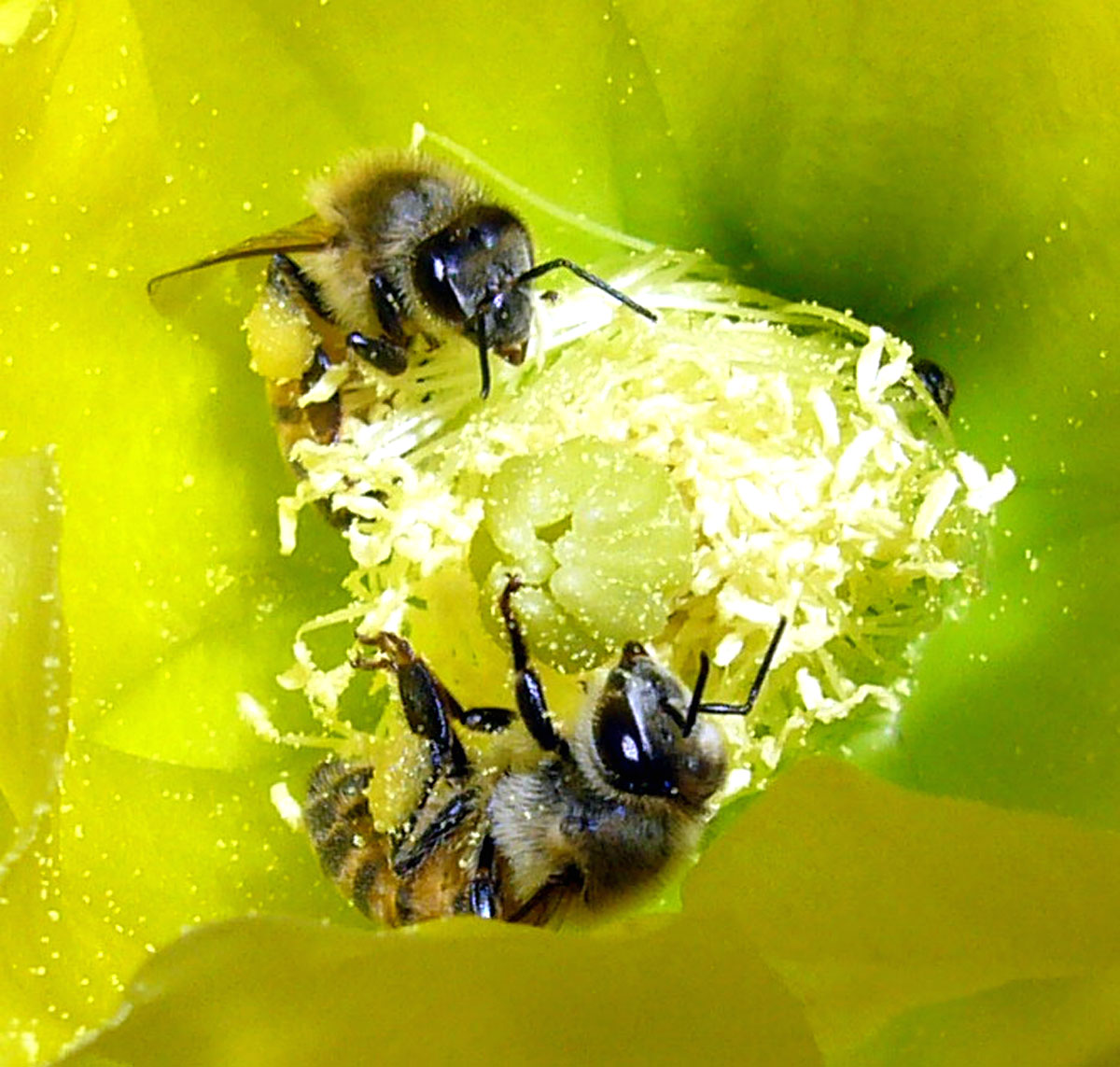
¿Cómo cuantificar el beneficio obtenido en la agricultura gracias a la polinización realizada por las abejas? Basta con imaginar qué efectos tendría su desaparición.

El término capital natural hace referencia a los recursos naturales como plantas, minerales, animales, aire o petróleo de la biosfera vistos como medios de producción de bienes y servicios ecosistémicos: producción de oxígeno, depuración natural del agua, prevención de la erosión, polinización y servicios recreativos en sí. El capital natural constituye una forma de estimación del valor de un ecosistema, una alternativa a la visión más tradicional según la cual la naturaleza y la vida no humana constituyen recursos naturales pasivos sin producción propia. Se equipara así el capital natural al capital productivo.
Es una expresión utilizada fundamentalmente en análisis económicos destinados a tener en consideración los objetivos de un desarrollo sostenible. Es un concepto ligado al de huella ecológica y ecoeficiencia. Los estudios muestran que ciertos componentes del capital natural mundial decrecen desde hace varias décadas, algunos de manera alarmante.

## Tipos de capital natural
Estos recursos naturales pueden clasificarse en diferentes tipos, según su capacidad de regeneración y disponibilidad:
- Capital natural renovable: Incluye recursos que pueden regenerarse de manera natural a una velocidad superior a la de su consumo, considerándose inagotables en condiciones normales. Ejemplos de este tipo son la radiación solar, el viento y las mareas.
- Capital natural no renovable: Se refiere a recursos que existen en cantidades limitadas y cuya formación requiere períodos geológicos, lo que implica que su tasa de regeneración es extremadamente lenta en comparación con su consumo. Entre estos recursos se encuentran el petróleo, el carbón y los minerales.
- Capital natural recuperable: Comprende recursos que, aunque pueden deteriorarse, poseen la capacidad de regenerarse si se gestionan adecuadamente. Ejemplos de este tipo son los acuíferos, los suelos fértiles y la capa de ozono.
- Capital natural cultivado: Incluye áreas y sistemas destinados a la producción agropecuaria y silvícola, como los campos de cultivo y las plantaciones forestales, que son gestionados activamente por el ser humano para obtener bienes y servicios.